# GP Sven Nys 2009
De 10e editie van de cyclocross GP Sven Nys op de Balenberg in Baal werd gehouden op 1 januari 2009. De wedstrijd maakte deel uit van de GvA Trofee veldrijden 2008-2009. Sven Nys won voor de derde keer op rij en tot dan was het zijn achtste overwinning. Van de 36 gestarte renners, kwamen er 31 aan. 

## Mannen elite

### Uitslag
| Plaats | Naam                  | Ploeg                   | Tijd     |
| ------ | --------------------- | ----------------------- | -------- |
| 1      | Sven Nys              | Landbouwkrediet-Colnago | 57'51"   |
| 2      | Zdeněk Štybar         | Fidea Cycling Team      | + 9"     |
| 3      | Niels Albert          | BKCP-Powerplus          | + 25"    |
| 4      | Radomír Šimůnek       | BKCP-Powerplus          | onbekend |
| 5      | Sven Vanthourenhout   | Sunweb-ProJob           | onbekend |
| 6      | Bart Wellens          | Fidea Cycling Team      | onbekend |
| 7      | Kevin Pauwels         | Fidea Cycling Team      | onbekend |
| 8      | Thijs Al              | AA Drinks Cycling Team  | + 35"    |
| 9      | Richard Groenendaal   | AA Drinks Cycling Team  | + 40"    |
| 10     | Dieter Vanthourenhout | BKCP-Powerplus          | + 55"    |

| Pos. | Punten | Pos. | Punten |
| ---- | ------ | ---- | ------ |
| 1    | 60     | 9    | 12     |
| 2    | 40     | 10   | 10     |
| 3    | 30     | 11   | 8      |
| 4    | 25     | 12   | 6      |
| 5    | 20     | 13   | 4      |
| 6    | 18     | 14   | 2      |
| 7    | 16     | 15   | 1      |
| 8    | 14     |      |        |